# Toetsenbord

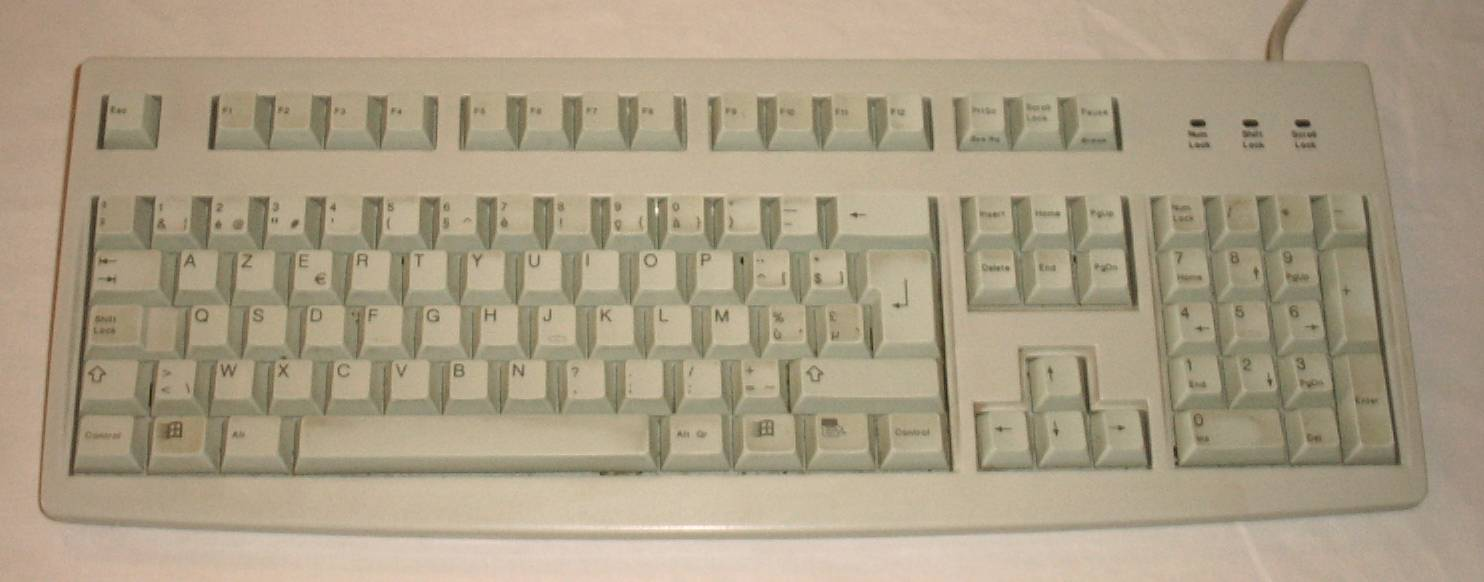
Een toetsenbord van een computer

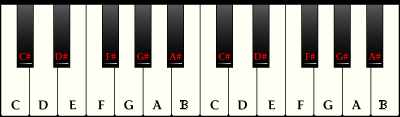
Toetsenbord van een muziekinstrument

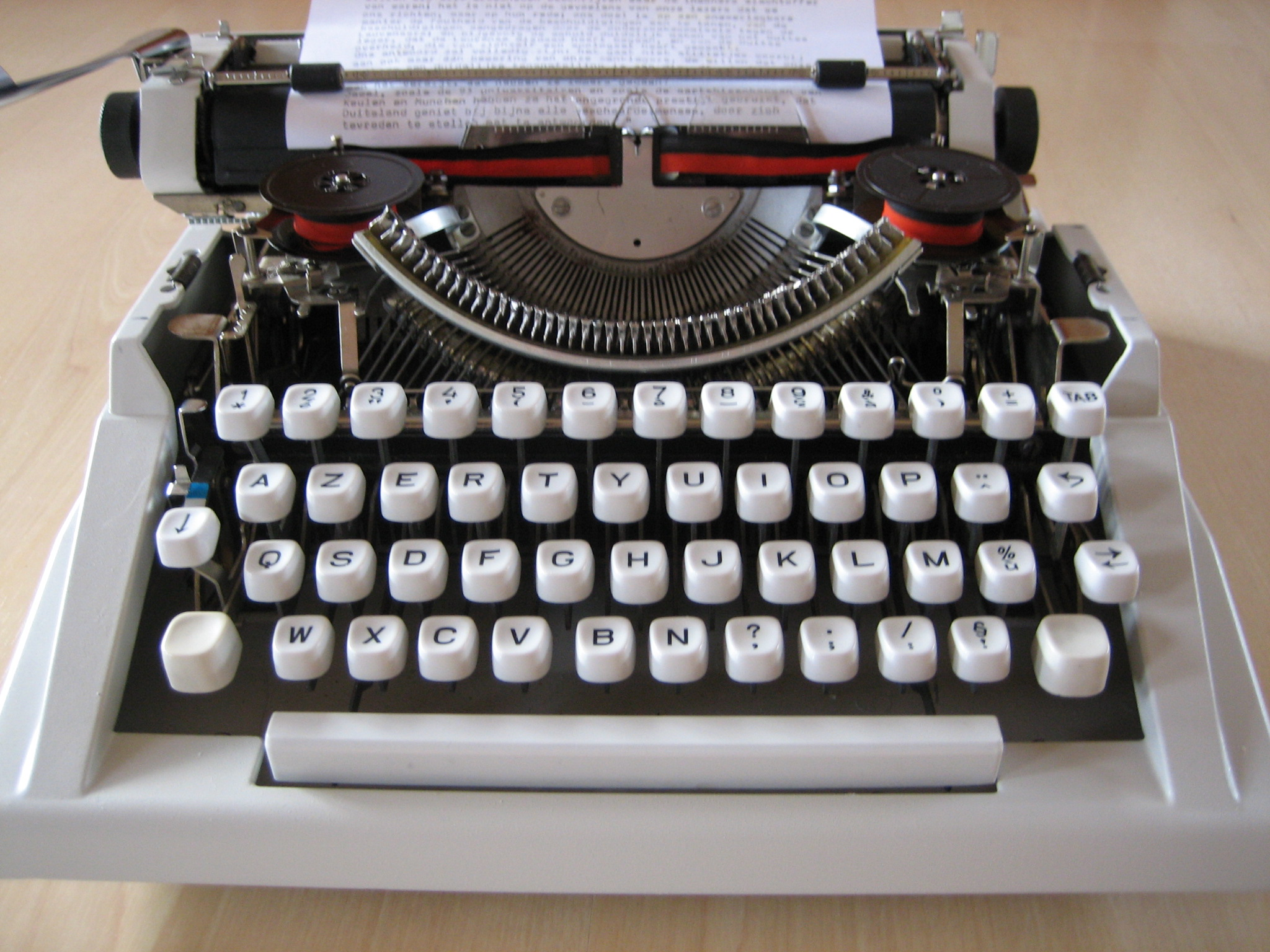
Een toetsenbord van een schrijfmachine

Een toetsenbord of klavier is een toestel met een aantal drukknoppen of toetsen. Een virtueel toetsenbord op een scherm heeft virtuele 'knoppen' die men kan aanraken (als het een aanraakscherm is) of met een computermuis kan bedienen.
Een klavier is in Vlaanderen een synoniem van toetsenbord. De drukknoppen van een telefoontoestel worden ook klavier genoemd. In Nederland denkt men bij een klavier alleen aan het toetsenbord van een muziekinstrument.
Een alfanumeriek toetsenbord heeft toetsen voor alle gewone letters, alle cijfers, en toetsen voor overige tekens en speciale functies. Bij een numeriek toetsenbord ontbreken de toetsen voor letters.

## Fysiek toetsenbord
Een fysiek toetsenbord is het geheel van toetsen dat onderdeel uitmaakt van een machine of een muziekinstrument. Het toetsenbord bestaat uit simpele schakelmechanismes om een bepaald aspect van een machine of een proces te bedienen. De knoppen van een toetsenbord zijn meestal gemaakt van een hard materiaal, meestal kunststof of metaal. Het oppervlak is meestal vlak of gevormd om de vinger of hand van de mens en dient deze voldoende plaats te bieden om zo gemakkelijk mogelijk te worden ingedrukt of uitgedrukt.

### Geschiedenis
Toetsenborden waren onbekend tot in de vroege 20e eeuw, met de uitzondering van de klavierinstrumenten. Vroege telexapparaten hadden toetsenborden vergelijkbaar met toetsenbordinstrumenten met witte en zwarte toetsen. De vroegste voorbeelden van alfanumerieke toetsenborden waren waarschijnlijk mechanische schrijfmachines in het begin van de 20e eeuw, gevolgd door elektromechanische apparaten zoals verwerkt in telexapparaten.

### Huidig gebruik
Tegenwoordig worden toetsenborden toegepast in verschillende machines en instrumenten. 
- Toetsenbord van een schrijfmachine, rekenmachine of zetmachine
- Toetsenbord van een muziekinstrument (klavier)